# 紅帶紹布亞口魚
紅帶紹布亞口魚（學名：Thoburnia rhothoeca），為輻鰭魚綱鯉形目亞口魚科的其中一種，為溫帶淡水魚，分布於北美洲美國維吉尼亞州及西維吉尼亞州的玻多瑪克河流域上游到Roanoke河流域，本魚體呈圓柱形，最大特徵在雄魚體側有一條狹窄的紅色側帶和長的背鰭和腹鰭，雌魚則有一條狹窄的棕色側帶，以及較短的背鰭和腹鰭，體長可達18公分，壽命可達7年，棲息岩石底質、流動快速的溪流底層水域，以昆蟲幼蟲為食，繁殖期在2至5月。